# Диференціал (механіка)

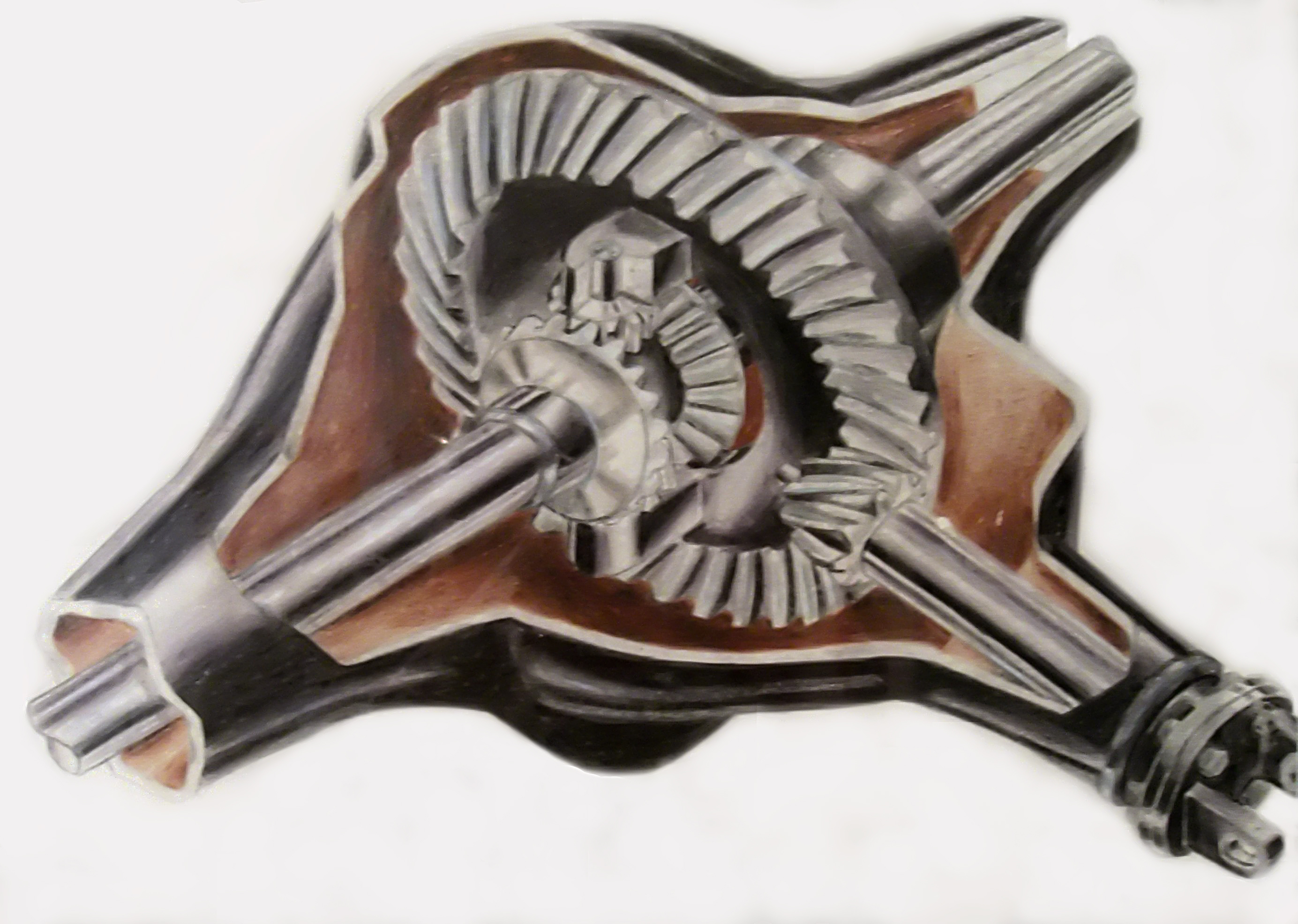
Диференціал

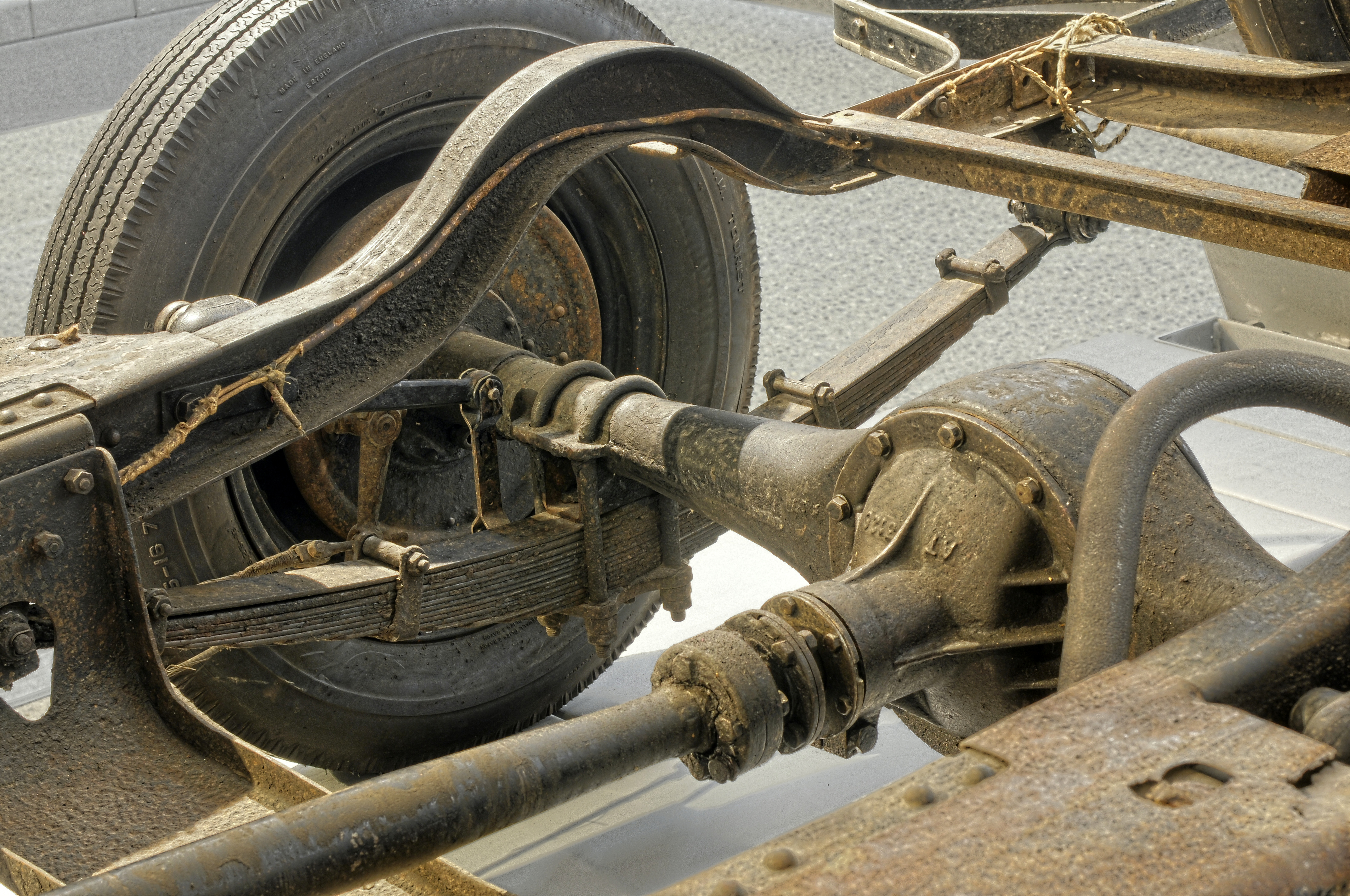
Підвіска, ведучий вал, задні півосі та диференціал автомобіля Škoda 422

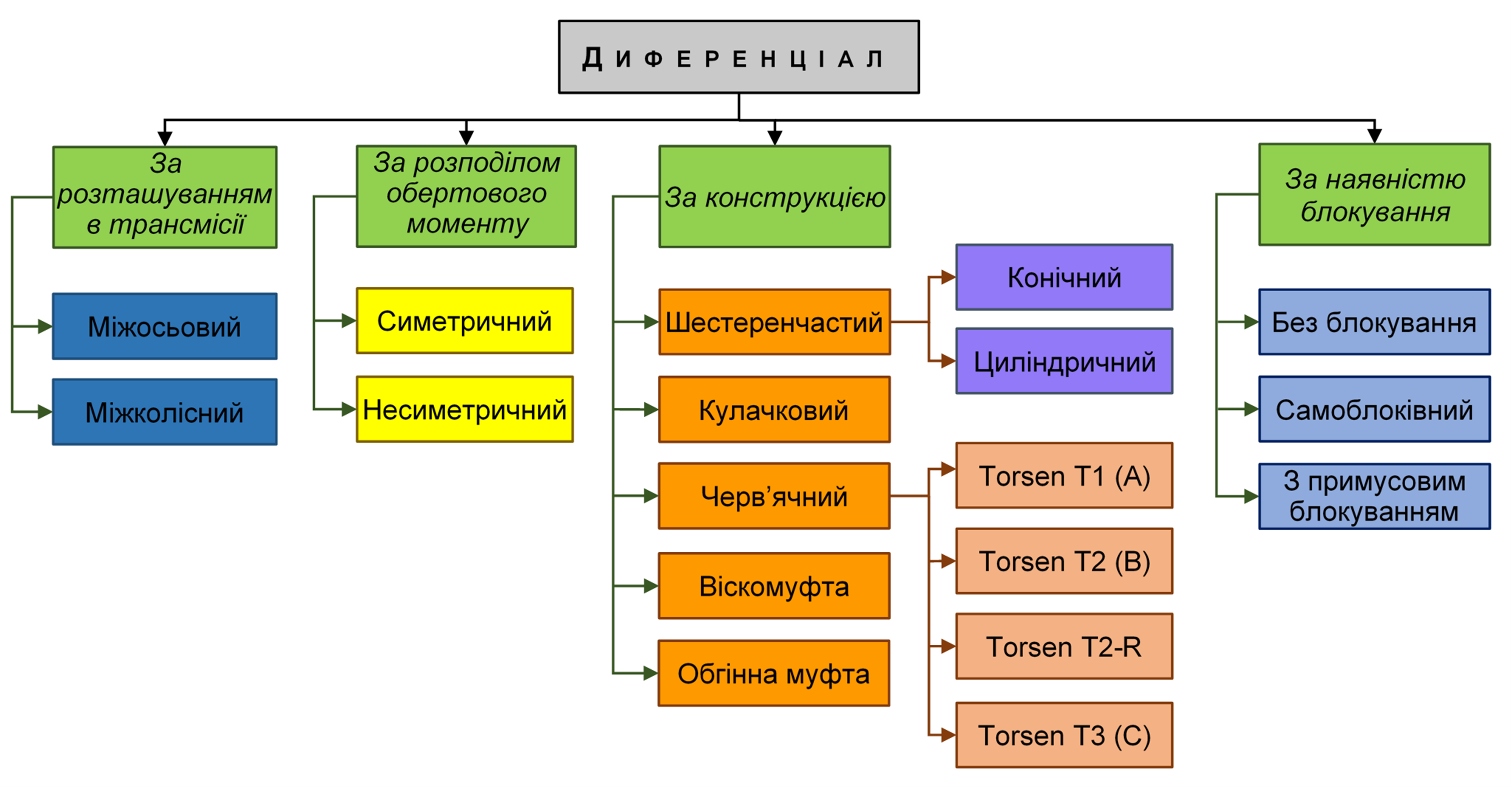
Класифікація диференціалів

Диференціа́л (лат. differentialis, від differentio — «відмінність») — механічний пристрій, що передає обертання з одного джерела на два незалежні споживачі так, що кутові швидкості обертання джерела і обох споживачів можуть бути різними і їхнє співвідношення може бути непостійним, але відношення швидкості обертання джерела до суми швидкостей обох споживачів залишається постійним.

## Простий диференціал
Простий або звичайний міжколісний симетричний диференціал регулює кутову швидкість обертання коліс на півосях ведучого моста і підведений до них крутний момент, при однакових кутових швидкостях моменти на обох колесах однакові:
```
М (на лівій півосі) = М (на правій півосі) = 0,5М (підведеному до головної передачі).
```

Фактично між півосями відбувається перерозподіл потужностей. Потужність від двигуна:
```
P=T*w,
```

де: Т — крутний момент, що підводиться від двигуна через зчеплення, коробку передач, можливо роздавальну коробку передач, карданний вал до головної передачі, а відповідно й диференціал і обидві півосі моста; w — кутова швидкість обертання карданного вала.
Сума потужностей на півосях відповідно дорівнює P:
```
P=P1+P2; Р1=Т1*w1,Р2=Т2*w2,а оскільки T1=T2=0,5T то тоді P1/w1=P2/w2. 
```

При блокуванні диференціала кутові швидкості, моменти і потужності на обох півосях рівні.
Прості диференціали інколи використовуються як міжосьові диференціали у роздавальній коробці передач, для розподілу підведеної потужності від двигуна на задню і передню вісь у повноприводних автомобілях.

## Диференціал з підвищеним тертям
Для того, щоб уникнути зупинки однієї півосі при буксуванні колеса, з'єднаного з іншою, на автомобілях підвищеної прохідності іноді використовують диференціали, у яких провертанню півосей або сателітів відносно корпусу перешкоджає тертя у фрикціоні або в муфті з в'язкою рідиною.
Диференціал з автоматичним блокуванням може мати косозубі конічні сателіти окремі для кожної півосі, зчеплені між собою додатковою зубчастою передачею. Коли диференціал передає завеликий момент одній із півосей, сателіт, зв'язаний із нею, заклинює, блокуючи диференціал.
Однією з конструкцій диференціалу з підвищеним тертям є кулачковий диференціал. Замість зубчатих коліс півосей у ньому використано кулачки особливої форми, а замість сателітів — сухарики, встановлені в отворах ведучої обойми. При взаємному провертанні півосей сухарик треться своїми протилежними кінцями об кулачки та пересувається у отворі обойми, створюючи тертя, завдяки якому певний обертовий момент від обойми передається обом кулачкам, а їхнє відносне провертання утруднене. Такий диференціал встановлено на автомобілі ГАЗ-66.
історія розвитку диференціалів
Механізм диференціала вперше застосували в 1897 році на паровому автомобілі. Невдовзі після появи автомобілів із двигуном внутрішнього згорання і на них почали застосовувати диференціали, хоча навіть в 1920-х роках деякі автомобілі випускали без диференціала.
У більшості  без диференціала випускали автомобіль НАМИ-1. Нині всі автомобілі мають міжколісні диференціали. Міжосьові диференціали застосовують у повнопривідних автомобілях для запобігання циркуляції потужності, що додатково навантажує трансмісію і викликає швидке зношування шин.